# 灵通站
靈通站（：／ Yeongtong yeok */?）是水仁·盆唐線沿線的一座地下車站，位於韓國京畿道水原市靈通區靈通洞，韓語副站名是「慶熙大」（경희대）。本站位於靈通新城的市中心，距離慶熙大學國際校區約800公尺。

## 車站結構
站體為2面2線側式月台的地下車站，候車月台設有月台幕門，並有8處出口。

### 月台配置
| ↑ 清明 |
| \| １  |
| 網浦 ↓ |

| 月台 | 路線                   | 目的地                                 |
| ---- | ---------------------- | -------------------------------------- |
| 1    | ●首都圈電鐵水仁·盆唐線 | 網浦、水原、梧木川、漢陽大學、仁川方向 |
| 2    | ●首都圈電鐵水仁·盆唐線 | 清明、器興、書峴、宣靖陵、往十里方向   |

## 歷史
- 2012年12月1日：落成啟用。

## 車站周邊
- 慶熙大學國際校區
- 京畿廣播（朝鲜语：경기방송）總部
- Home plus（朝鲜语：홈플러스）靈通店
- 靈通樂天廣場
  - 乐天玛特靈通店
  - 靈通Megabox
- 靈通圖書館
- 靈通區衛生所
- 靈通綜合社會福祉館
- 靈通青少年文化會館
- 靈通119消防安全中心
- 靈通中央公園
- 東水原稅務署
- 東水原登記所
- 水原集中郵局
- 水原體育文化中心
- 水原出入境管理事務所
- 京畿道選舉管理委員會
- 京畿地方中小暨新創產業廳

## 相鄰車站
韓國鐵道公社
●首都圈電鐵水仁·盆唐線
緩行
清明（K239）－靈通（K240）－網浦（K241）